# 博格德內什蒂鄉 (巴克烏縣)
46°13′N 26°41′E / 46.217°N 26.683°E
博格德內什蒂鄉（羅馬尼亞語：Comuna Bogdănești, Bacău），是羅馬尼亞的鄉份，位於該國東北部，由巴克烏縣負責管轄，面積320平方公里，海拔高度272米，2007年人口2,757，人口密度每平方公里9人。